# Богданці (Разградська область)
Бо́гданці (болг. Богданци) — село в Разградській області Болгарії. Входить до складу общини Самуїл.

## Населення
За даними перепису населення 2011 року у селі проживали 514 осіб.
Національний склад населення села:
| Національність   | Кількість осіб | Відсоток |
| ---------------- | -------------- | -------- |
| турки            | 430            | 91,1%    |
| болгари          | 38             | 8,1%     |
| не визначились   | 3              | 0,6%     |
| Всього відповіли | 472            |          |

Розподіл населення за віком у 2011 році:
Динаміка населення: